# Malaysia International 2011
Die Malaysia International 2011 im Badminton fanden vom 22. bis zum 27. November 2011 in Sandakan statt.

## Die Sieger und Platzierten
| Disziplin    | Gold                        | Silber                               | Bronze                         |
| ------------ | --------------------------- | ------------------------------------ | ------------------------------ |
| Herreneinzel | Alamsyah Yunus              | Arif Abdul Latif                     | Chong Wei Feng                 |
| Herreneinzel | Alamsyah Yunus              | Arif Abdul Latif                     | Zulfadli Zulkiffli             |
| Dameneinzel  | Bellaetrix Manuputty        | Hera Desi Ana Rachmawati             | Sonia Cheah Su Ya              |
| Dameneinzel  | Bellaetrix Manuputty        | Hera Desi Ana Rachmawati             | Sannatasah Saniru              |
| Herrendoppel | Takeshi Kamura Keigo Sonoda | Chen Chung-jen Lin Yen-jui           | Lin Chia-yu Wang Chia-min      |
| Herrendoppel | Takeshi Kamura Keigo Sonoda | Chen Chung-jen Lin Yen-jui           | Hafiz Faizal Putra Eka Rhoma   |
| Damendoppel  | Naoko Fukuman Kurumi Yonao  | Lim Yin Loo Marylen Ng Poau Leng     | Chen Jiayuan Dellis Yuliana    |
| Damendoppel  | Naoko Fukuman Kurumi Yonao  | Lim Yin Loo Marylen Ng Poau Leng     | Koharu Yonemoto Yuriko Miki    |
| Mixed        | Tan Aik Quan Lai Pei Jing   | Andhika Anhar Keshya Nurvita Hanadia | Putra Eka Rhoma Aris Budiharti |
| Mixed        | Tan Aik Quan Lai Pei Jing   | Andhika Anhar Keshya Nurvita Hanadia | Lin Yen-jui Wu Ti-jung         |